# Драката
 Тази статия е за селото в Благоевградска област.  За вилната зона в Търговище вижте Драката (вилна зона).  
Дра̀ката е село в Югозападна България, община Струмяни, област Благоевград.

## Население

### Етнически състав
Преброяване на населението през 2011 г.
Численост и дял на етническите групи според преброяването на населението през 2011 г.:
|                     | Численост |
| Общо                | 165       |
| Българи             | 163       |
| Турци               | -         |
| Цигани              | -         |
| Други               | -         |
| Не се самоопределят | -         |
| Неотговорили        | -         |

## География
Село Драката се намира на около 45 km юг-югоизточно от областния център Благоевград, около 3 km южно от общинския център Струмяни и около 8 km северозападно от град Сандански. Разположено е в югоизточното подножие на Малешевската планина, край десния (западния) бряг на река Струма. Климатът е преходносредиземноморски.
Надморската височина нараства от около 125 m в източния край на селото до около 155 m в западния му край, а в центъра е около 137 m.
През село Драката минава третокласният републикански път III-1082, водещ на север към село Микрево, връзка в него с автомагистрала „Струма“, връзка след село Микрево отвъд Струма с първокласния републикански път I-1 (част от Европейски път Е79) и село Струмяни, а на юг – през селата Вълково, Струма, Лебница и Рибник до връзка с третокласния републикански път III-108.
Землището на село Драката граничи със землищата на: село Микрево на запад и север; село Илинденци на североизток; село Плоски на изток; село Палат на юг и югозапад.
Населението на село Драката, наброявало 205 души при преброяването към 1934 г. и 229 към 1965 г., намалява до 135 (по текущата демографска статистика за населението) към 2020 г.
При преброяването на населението към 1 февруари 2011 г., от обща численост 165 лица, за 163 лица е посочена принадлежност към „българска“ етническа група.

## История
Предполага се, че името идва от разпространените в района храсти, наричани драки.
Първите заселвания в Драката са от 1912 г. от близкото село Палат.